# Macromitrium frondosum
Macromitrium frondosum är en bladmossart som beskrevs av Mitten 1869. Macromitrium frondosum ingår i släktet Macromitrium och familjen Orthotrichaceae. Inga underarter finns listade i Catalogue of Life.